# Zygostigma
Zygostigma,  monotipski biljni rod iz porodice Gentianaceae, dio podtribusa Chironiinae. Jedina vrsta je Z. australe koja je raširena po Južnoj Americi, od sjeverne Argentine i Urugvaja na jugu do južnog Brazila i Bolivije na sjeveru .

## Sinonimi
- Erythraea uniflora Hook. & Arn.
- Sabatia australis Cham. & Schltdl.
- Zygostigma uniflorum (Hook. & Arn.) Griseb.